# René Brantonne
René Brantonne, dit Brantonne, né le 3 janvier 1903 à Paris et mort le 6 octobre 1979 à Créteil est un illustrateur, un graphiste et un et dessinateur de bande dessinée français. Il est surtout connu pour ses nombreuses illustrations de couvertures des romans de science-fiction édités au Fleuve noir, dans la collection Anticipation.

## Biographie
En 1921, à 18 ans, René Brantonne est admis aux Beaux-Arts. Il fait son service militaire puis entre dans un atelier de photogravure. À la fin des années 1920, il travaille sur commande pour des entreprises françaises ou étrangères, il réalise des logos, des affiches, des étiquettes — pour des boîtes de camembert notamment — et des illustrations pour des catalogues. Il fait également une incursion dans le domaine de l’art : de 1927 à 1929, il expose au Salon des indépendants.  

### Succès aux États-Unis (1929 - 1945)
Vers 25 ans, dans les années 1928 ou 1929, il part aux États-Unis. Ses talents de graphiste et d'affichiste lui valent des commandes importantes. Pour la Standard Oil il conçoit le logo de la marque Esso, — lettrage rouge entouré d’un ovale bleu — demeuré inchangé depuis. Il dessine des affiches pour des films français distribués outre-Atlantique par la Paramount Pictures, la MGM, Universal et Columbia. Resté aux États-Unis pendant l'Occupation, il crée des bandes dessinées pour le magazine Les grandes aventures, avec pour héros Buffalo Bill, Robinson Crusoé, etc..

### BD en France (1945 - 1955)
Après la guerre, il rentre en France et commence à réaliser des bandes dessinées avec de nombreux personnages paraissant dans diverses revues : Fulguros et Johnny Speed pour les publications Artima, Praline et Buffalo Bill pour les Éditions des Remparts, Le Petit Shérif pour Les Éditions Mondiales (créés par Cino Del Duca), qui publient des périodiques comme L'Audacieux et Tarzan avec lesquels il collabore. Il travaille aussi pour les magazines Aventures et Pic et Nic. Certains de ses travaux ont pour sujet la Résistance. Il adapte des films en BD.

### Épanouissement dans l'illustration de science-fiction (1954 - 1977)
Il réalise de nombreuses illustrations, notamment pour le cinéma et pour des couvertures de romans policiers d'éditeurs de littérature populaire. Il rencontre Frédéric Dard, dont le personnage de Bérurier serait en partie inspiré de Brantonne, connu pour la verdeur de son langage. Il se fait parfois assister par son fils, qui prend pour pseudonyme Jack De Brown, car il ne manque pas de commandes. En effet, il devient le dessinateur attitré des éditions Fleuve noir pour la collection de science-fiction Anticipation. Il illustre plus de 500 couvertures pour cette collection, celles des opus n° 1 au n° 273, de 1951 à 1965. Puis celles des n° 562 à 792, de 1973 à 1977. Il affirme qu'il ne lit pas les romans qu'il illustre, non seulement par manque de temps mais aussi pour ne pas brider sa créativité. René Brantonne meurt en 1979 à l’âge de 76 ans.